# Tokyo
Tokyo (東京 Tōkyō), officielt Tokyo Metropolis (東京都 Tōkyō-to), er Japans hovedstad og største by. Byen ligger midt på Japans hovedø Honshū ved Tokyobugten på øens sydkyst mod Stillehavet. Tokyo er landets politiske og økonomiske centrum samt sæde for Japans kejser og den nationale regering. Selve byen Tokyo (præfekturet) har 14.264.798(2022) indbyggere. Hele storbyområdet Stortokyo har 37.900.000(2016) indbyggere inklusive forstæder og er dermed det befolkningsmæssigt største storbyområde i verden. Stortokyo er over 80 km i udstrækning, hvilket gør området til det næststørste sammenhængende byområde i verden efter New Yorks storbyområde.
Byen var oprindeligt et fiskerleje ved navn Edo. I 1603 blev byen et fremtrædende politisk centrum, da den blev sæde for Tokugawa-shogunatet. I midten af 1700-tallet var Edo en af de mest folkerige byer i verden med over en million indbyggere. Efter afslutningen af shogunatet i 1868 blev den kejserlige hovedstad i Kyoto flyttet til byen, der blev omdøbt til Tokyo (bogstaveligt talt "den østlige hovedstad"). Tokyo blev ødelagt af det Store Kantou-jordskælv i 1923 og igen af allierede bombeangreb under Anden Verdenskrig. Fra 1950'erne foregik der en hurtig genopbygning og ekspansion af byen, der fortsatte med at føre an i Japans økonomiske opsving efter krigen.

## Navn
Tokyo hed oprindelig Edo (江戸 えど), hvilket betyder flodmunding. Navnet blev ændret til Tokyo (Toukyou: tou (øst) + kyou (hovedstad)), da byen blev de facto-hovedstad i 1868. I den tidlige del af Meiji-perioden blev byen også kaldt Toukei, en alternativ udtale af de samme kinesiske tegn for Tokyo. Nogle overlevende officielle engelske dokumenter bruger stavemåden Tokei, men det er i dag forældet.

## Historie
Tokyo var oprindelig et lille fiskerleje ved navn Edo. Edo blev første gang befæstet af Edo-klanen i slutningen af 1100-tallet. I 1457 byggede samuraien Ōta Dōkan Edo-borgen ved byen. I 1590 gjorde daimyoen Tokugawa Ieyasu Edo til sin base, og da han blev shogun i 1603, blev byen center for hans nationale militære styre. Byen lagde navn til den efterfølgende Edo-periode, idet den var den reelle hovedstad i denne periode, hvor Tokugawa-shogunatet regerede landet fra borgen i Edo, uanset at kejseren fortsat residerede i Kyoto.
I løbet af Edo-perioden nød byen fordel af en længere periode med fred kendt som Pax Tokugawa, og i lyset af fredsperioden vedtog Edo en streng isolationspolitik, som hjalp med at fastholde fraværet af nogen alvorlig militær trussel mod byen. Fraværet af krigsbetingede ødelæggelser gav Edo mulighed for at afsætte størstedelen af sine ressourcer til genopbygning i kølvandet på de tilbagevendende brande, jordskælv og andre ødelæggende naturkatastrofer, der plagede byen. I løbet af denne periode voksede Edo til en af verdens største byer med en befolkning, der rundede en million i 1700-tallet.
Efter ca. 263 år blev shogunatet væltet for at genoprette det kejserlige styre ved Meiji-restaurationen. I 1869 flyttede den 17-årige Meiji-kejser til Edo. Tokyo var allerede landets politiske og kulturelle centrum, og kejserens tilstedeværelse gjorde den til de facto kejserlig hovedstad, lige så vel som den tidligere Edo-borg blev til det kejserlige palads. Tokyo By var etableret og fortsatte med at være hovedstad, indtil den blev fusioneret med præfekturet i 1943.
Det centrale Tokyo blev ligesom Osaka fra omkring 1900 designet til at centrere omkring vigtige jernbanestationer på tætbygget vis, så forstadsbaner kunne bygges relativt billigt i gadeplan med egne særskilte traceer. Dette i modsætning til andre verdensbyer som f.eks. Los Angeles, der er mindre tætbyggede og tilpasset biler. Til trods for at der er bygget motorveje, er det grundlæggende koncept ikke ændret.
Tokyo blev ramt af to store katastrofer i det 20. århundrede men trodsede begge. Den ene var det Store Kantou-jordskælv i 1923, og den anden var de allierede bombardementerne under Anden verdenskrig. Bombardementerne i 1945 kostede mellem 75.000 og 200.000 mennesker livet og lagde halvdelen af byen i ruiner og havde derved næsten lige så ødelæggende virkning som atombomberne over Hiroshima og Nagasaki tilsammen. Efter krigen blev Tokyo komplet genopbygget og fremvist for verden ved Sommer-OL 1964. 1970'erne bragte nye højhuse så som Sunshine 60, en ny og kontroversiel lufthavn ved Narita og et befolkningstal, der voksede til omkring 11 millioner i præfekturet.
Tokyos undergrundsbane og øvrige jernbanenet blev et af de travleste i verden, efterhånden som flere og flere flyttede til området. I 1980'erne steg ejendomspriserne med raketfart under en økonomisk boble. Boblen bristede i begyndelsen af 1990'erne, og mange firmaer, banker og privatpersoner blev fanget, da ejendomspriserne faldt. En stor lavkonjuktur fulgte og gjorde 1990'erne til Japans "tabte årti", fra hvilket det nu langsomt rejser sig.
Tokyo ser stadig ny byudvikling på store mængder af mindre rentable landområder. Nylige projekter omfatter Ebisu Garden Place, Tennozu Isle, Shiodome, Roppongi Hills, Shinagawa (nu også station for Shinkansen) og Marunouchisiden af Tokyo Station. Betydningsfulde bygninger rives ned til fordel for mere up-to-date shoppingmuligheder så som Omotesando Hills. Landindvinding har også stået på i Tokyo i århundreder. Den mest prominente er Odaiba-området, nu et vigtigt shopping- og forlystelsescentrum.
Der har været fremsat forskellige planer om flytte centraladministrationsfunktioner til andre byer andre steder i Japan for at dæmpe den rivende udvikling i Tokyo og revitalisere økonomisk haltende områder i landet. Disse planer er dog kontroversielle i Japan og er ikke blevet realiserede.

## Administrativ inddeling

### Administrativ opbygning
Tokyo Metropolis er en af Japans 47 præfekturer og har ca. 14.264.798 (2022) indbyggere. Af disse bor ca. 8,6 mio. i Tokyos bykerne, de 23 såkaldte specielle bydistrikter (区 -ku). De udgør den historiske Tokyo By, der den 1. juli 1943 blev slået administrativt sammen med Tokyo-præfekturet. De 23 specielle bydistrikter har siden 2000 status omtrent som byer og udgør hver især en kommune med hver deres selvstyre, med egen valgt borgmester og byråd og med flere beføjelser end en bydel men med færre beføjelser end en kommune. De adskiller de sig fra disse ved at ting som vandforsyning, kloaker og brandvæsen varetages af præfekturet. Til sammen udgør de Tokyo Metropolitan, som driver en række fælles services for Tokyos specielle bydistrikter.
Præfekturet rummer udover bykernen desuden 26 andre større byer (市 -shi), 5 andre byer (町 -chou eller -machi) og 8 landsbyer (村 -son eller -mura) hver med sit lokale styre med samme status som tilsvarende byer og landsbyer i det øvrige Japan. Udover at tjene som "sovebyer" for det egentlige Tokyo har nogle af disse også handel og industri. Tilsammen kaldes de også for Tama-området (多摩地域 Tama chiiki) eller Vesttokyo.

### De 23 specielle bydistrikter
De 23 specielle bydistrikter i Tokyos bykerne, til daglig kendt som "23 bydistrikter" (23区 nijuusan-ku), varierer stærkt i areal (fra 10 til 60 km²) og indbyggertal (fra mindre end 40.000 til 830.000), og nogle udvides endda efterhånden som kunstige øer bygges. Største bydistrikt målt på indbyggertal er Setagaya, mens nabobydistriktet Oota har det største areal. Shinjuku er hjemsted for præfekturet.
| Navn       | Kanji    | Indbyggertal | Indb. pr. km²) | Areal (km²) | Nabolag |
| ---------- | -------- | ------------ | -------------- | ----------- | --- |
| Adachi     | 足立区   | 621.848      | 11.688,87      | 53,20       | Kitasenju, Takenotsuka                                                                                        |
| Arakawa    | 荒川区   | 186.275      | 18.262,25      | 10,20       | Arakawa, Machiya, Nippori, Minamisenju                                                                        |
| Bunkyou    | 文京区   | 181.065      | 16.009,28      | 11,31       | Hongou, Yayoi, Hakusan                                                                                        |
| Chiyoda    | 千代田区 | 37.988       | 3.263,57       | 11,64       | Nagatacho, Kasumigaseki, Otemachi, Marunouchi, Akihabara, Yurakucho, Iidabashi                                |
| Chuuou     | 中央区   | 81.996       | 8.078,42       | 10,15       | Nihonbashi, Kayabachou, Ginza, Tsukiji, Hatchoubori, Shinkawa, Tsukishima, Kachidoki, Tsukuda                 |
| Edogawa    | 江戸川区 | 637.571      | 12.787,22      | 49,86       | Kasai, Koiwa                                                                                                  |
| Itabashi   | 板橋区   | 525.969      | 16.349,67      | 32,17       | Itabashi, Takashimadaira                                                                                      |
| Katsushika | 葛飾区   | 426.403      | 12.238,89      | 34,84       | Tateishi, Aoto, Koiwa                                                                                         |
| Kita       | 北区     | 327.086      | 15.885,67      | 20,59       | Akabane, Ouji, Tabata                                                                                         |
| Koutou     | 江東区   | 398.805      | 10.111,69      | 39,44       | Kiba, Ariake, Kameido, Touyouchou, Monzennakachou, Fukagawa, Kiyosumi, Shirakawa, Etchuujima, Sunamachi, Aomi |
| Meguro     | 目黒区   | 255.833      | 17.403,61      | 14,70       | Meguro, Nakameguro, Jiyugaoka                                                                                 |
| Minato     | 港区     | 167.098      | 8.215,24       | 20,34       | Odaiba, Shinbashi, Shinagawa, Roppongi, Toranomon, Aoyama, Azabu, Hamamatsuchou, Tamachi                      |
| Nakano     | 中野区   | 313.325      | 20.097,82      | 15,59       | Nakano |
| Nerima     | 練馬区   | 674.826      | 14.012,17      | 48,16       | Nerima, Ooizumi, Hikarigaoka                                                                                  |
| Oota       | 大田区   | 661.157      | 11.119,36      | 59,46       | Oomori, Kamata, Haneda, Den-en-choufu                                                                         |
| Setagaya   | 世田谷区 | 829.624      | 14.284,16      | 58,08       | Setagaya, Sangenjaya, Shimokitazawa, Tamagawa                                                                 |
| Shibuya    | 渋谷区   | 201.524      | 13.337,13      | 15,11       | Shibuya, Ebisu, Harajuku, Hiroo, Sendagaya, Yoyogi                                                            |
| Shinagawa  | 品川区   | 332.536      | 14.636,27      | 22,72       | Shinagawa, Ooimachi, Gotanda                                                                                  |
| Shinjuku   | 新宿区   | 297.135      | 16.299,23      | 18,23       | Shinjuku, Takadanobaba, Ookubo, Kagurazaka, Ichigaya                                                          |
| Suginami   | 杉並区   | 530.307      | 15.588,10      | 34,02       | Kouenji, Kamiogi, Asagaya                                                                                     |
| Sumida     | 墨田区   | 221.093      | 16.079,49      | 13,75       | Kinshichou, Morishita, Ryougoku                                                                               |
| Toshima    | 豊島区   | 252.764      | 19.428,44      | 13,01       | Ikebukuro, Senkawa, Komagome                                                                                  |
| Taitou     | 台東区   | 162.685      | 16.139,38      | 10,08       | Ueno, Asakusa                                                                                                 |
| I alt      |          | 8.324.913    | 13.500,22      | 616,65      | |

### Vesttokyo
Disse 26 større byer ligger i Vesttokyo:
| - Akiruno - Akishima - Choufu - Fuchuu - Fussa - Hachiouji - Hamura - Higashikurume - Higashimurayama | - Higashiyamato - Hino - Inagi - Kiyose - Kodaira - Koganei - Kokubunji - Komae - Kunitachi | - Machida - Mitaka - Musashimurayama - Musashino - Nishitoukyou - Oume - Tachikawa - Tama |

### Øer
Udover den del der ligger på Honshū tæller Tokyo også et antal afsidesliggende øer, hvoraf den fjerneste ligger så langt væk som 1850 km. På grund af afstanden administreres øerne lokalt.
Izu-øerne er en gruppe af vulkanøer og udgør en del af Fuji-Hakone-Izu Nationalpark. Regnet fra Tokyo er øerne Izu Ooshima, Toshima, Niijima, Shikinejima, Kozushima, Miyakejima, Mikurajima, Hachijojima og Aogashima. Administrativt er Izu Ooshima og Hachijojima byer. De øvrige er landsbyer, i det Niijima og Shikinejima udgør en tilsammen.
Ogasawara-øerne inkluderer fra nord til syd Chichi-jima, Nishinoshima, Haha-jima, Kita Iwo Jima, Iwo Jima og Minami Iwo Jima. Ogasawara administrerer også to små afsidesliggende øer: Minami Torishima, der med sine 1850 km fra Tokyo både er den længstvækliggende og Japans østligste punkt, og Okino Torishima, der er Japans sydligste punkt. De to sidstnævnte øer og Iwo-øerne har ingen permanent befolkning men benyttes af det japanske forsvar. Derimod er Chichi-jima og Haha-jima befolkede og udgør tilsammen administrativt landsbyen Ogasawara.

## Nationalparker
Tokyo-præfekturet er hjemsted for fire nationalparker:
- Chichibu Tama Kai Nationalpark i Nishitama. Rækker også ind over Yamanashi- og Saitama-præfekturerne.
- Meiji no Mori Takao Quasi-Nationalpark omkring Takaobjerget.
- Fuji-Hakone-Izu Nationalpark inkluderende alle Izu-øerne.
- Ogasawara Nationalpark som kandiderer til UNESCO's Verdensarvsliste.

## Arkitektur
1900-tallet var ikke udelt nådig ved Tokyo og dens borgere, der to gange måtte se deres by lagt i ruiner. Første gang var 1. september 1923, da det store Kantou-jordskælvet ramte Tokyo og flere andre byer og dræbte mindst 100.000 mennesker. Og mindre end en generation senere fulgte de amerikanske bombninger under 2. verdenskrig, hvorved anslået andre 100.000 døde, og 41 km² af byen blev ødelagt. Følgen er at nutidens Tokyo præges af moderne og nutidig arkitektur, mens gamle bygninger er sjældne.
Kendte bygninger i byen tæller:
- Tokyo Tower
- Regnbuebroen
- Japans parlament
- Yoyogi National Gymnasium
- Tokyo Metropolitan Government Building
- Tokyo Big Sight
- Tokyo Station
- Tokyo International Forum
- Roppongi Hills

## Klima og seismologi
Tokyo ligger i det nordlige subtropiske bælte med varme fugtige somre og generelt milde vintre med kølige perioder. Snefald er sporadiske men forekommer næsten hvert år. Tokyo er et eksempel på urbant varmemøde, i det byens befolkning udgør en betydelig bidragsyder til dens klima. Tokyo er blevet citeret som et "overbevisende eksempel på forholdet mellem byudvikling og klima".
Tokyo er blevet ramt af voldsomme jordskælv i 1703, 1782, 1812, 1855 og det ovenfor nævnte store Kantou-jordskælvet i 1923. Derimod blev byen ikke direkte ramt af jordskælvet ved Sendai 2011, men rystelserne og følgevirkningerne var dog betydeligt større end de mange små jordskælv, der ellers løbende præger både Tokyo og resten af Japan.

## Demografi
I 1889 noteredes Tokyo By som Japans største by med 1.389.600 indbyggere. I 2007 talte samme område, nu kendt som de 23 specielle bydistrikter, 8.657.000 indbyggere, mens det samlede præfektur havde 12.017.000 indbyggere. Begge tal øges imidlertid i dagtimerne med ca. 2,5 mio. fra tilstødende områder, der kommer ind for at arbejde og studere. Effekten er især tydelig i bydistrikterne Chiyoda, Chuuou og Minato, der tæller mindre end 300.000 indbyggere om natten, men hvor over to millioner er tilstede om dagen.
De fem største grupper af udlændinge i Tokyo var i 2005 kinesere (123.661), koreanere (106.697), filippinere (31.077), amerikanere (18.848) og briter (7.696).

## Trafik
Tokyo er Japans største centrum for indenrigs- og udenrigstrafik på både skinner, vej og i luften. Den kollektive trafik i selve Tokyo domineres af et omfattende netværk af rene og effektive tog og undergrundsbaner drevet af forskellige operatører suppleret af busser, moronrail og sporvogne.
I Oota, en af de 23 specielle bydistrikter, ligger lufthavnen Tokyo Haneda International Airport, der primært gør det i indenrigsflyvning. Udenfor Tokyo i Chiba-præfekturet ligger Narita New Tokyo International Airport, der varetager det meste af den internationale trafik.
Nogle af de øer, der administreres af Tokyo, har deres egne lufthavne. Det gælder således Hachijoujima (Hachijojima Airport), Miyakejima (Miyakejima Airport), og Izu Ooshima (Oshima Airport).
Skinner er den primære måde at komme omkring i Tokyo, der har verdens mest omfattende jernbanenet både under og over jorden. JR East driver Tokyos største jernbanenet inklusive Yamanotelinjen, der omkredser det centrale Tokyo. Undergrundsbanerne drives af det private Tokyo Metro og Tokyo-præfekturets kontor for transport. Præfekturet og private driver buslinjer såvel lokale, regionale som nationale med terminaler ved de store jernbanestationer inklusive Tokyo Station og Shinjuku Station.
Motorveje forbinder hovedstaden med andre steder i forstæderne, Kantou-regionen og øerne Kyuushuu og Shikoku. Andre transportmuligheder omfatter taxier i de specielle bydistrikter og i byerne. Dertil kommer færger til øerne.

## Uddannelse
Tokyo har mange universiteter, forberedelsesskoler og fagskoler. Mange af Japans prestigefyldte universiteter har hjemme i Tokyo med Tokyo Universitet som den mest prestigefyldte. Andre nationale universiteter med hjemsted i byen tæller Hitotsubashi Universitet, Tokyo Medicin- og Dentaluniversitet, Universitet for elektrokommunikation og Tokyo Teknologisk Institut. Der er kun et offentligt ikke-nationalt universitet: Tokyo Metropol Universitet, men dertil kommer private universiteter som Keio Universitet og Waseda-universitetet.
Grundskoler (1.-6. klasse) og mellemskoler (7.-9. klasse) drives af bydistrikterne eller de andre kommunale enheder. Offentlige gymnasier drives af præfekturet. Dertil kommer mange privatskoler rækkende fra børnehaver til gymnasier.

## Kultur
Tokyo har mange museer. I Ueno Park findes Tokyo Nationalmuseum, landets største museum og med speciale i japansk kunst, Nationalmuseet for vestlig kunst, Nationalmuseet for natur og videnskab og Ueno Zoo. Andre museer og seværdigheder omfatter Nezu Art Museum i Aoyama, Edo-Tokyo Museum i Sumida, Diets nationale bibliotek, de nationale arkiver, Tokyo National Museum of Modern Art og ikke mindst kejserpaladset og udsigtstårnet Tokyo Tower.
Tokyo har også mange teatre, både nationale og private, der opfører både traditionelle japanske teaterformer så som noh og kabuki så vel som moderne former for teater. Symfoniorkestre og andre musikalske organisationer fremfører både moderne og traditionel musik. Tokyo er også vært for moderne japansk og international pop- og rockmusik der fremføres på steder rækkende i størrelse fra intime klubber til internationalt kendte arenaer så som Nippon Budokan.
Mange festivaler finder sted i Tokyo. Vigtige begivenheder tæller Sanno ved Hie-skrin, Sanja ved Asakusa-skrin og festivalerne Kanda Matsuri der finder sted hvert andet år med en parade af kunstfærdigt dekorerede små skrin og tusindvis af mennesker. Hvert år på den sidste lørdag i juli tiltrækker et stort fyrværkeri over Sumidafloden over en million tilskuere. Når kirsebærtræerne blomstrer om foråret samles mange indbyggere i Ueno Park, Inokashira Park og nationalparken Shinjuku Gyoen til picnic under de blomstrende træer.
Madkulturen i Tokyo har internationalt ry. I november 2007 udkom Michelin-guiden således med sammenlagt 191 stjerner til Tokyos fine spisesteder, omtrent dobbelt som mange som den nærmeste konkurrent, Paris. Otte steder fik den største udmærkelse med tre stjerner (I Paris fik 10 det), 25 fik to stjerner og 117 en stjerne. Af de otte trestjernede restauranter tilbyder tre traditionel fin japansk mad, to tilbød sushi og tre repræsenterede det franske køkken.

## Sport
Tokyo er hjemsted for to professionelle baseballklubber, Tokyo Yakult Swallows og Yomiuri Giants. Japans Sumoforbund har også hjemsted i Tokyo, nærmere betegnet i indendørsarenaen Ryougoku Kokugikan, hvor der afholdes officielle sumoturneringer i januar, maj og september. Fodboldklubber i Tokyo inkluderer FC Tokyo og Tokyo Verdy 1969, begge med hjemmebane på Tokyo Stadium i Choufu.
Tokyo var vært for Sommer-OL 1964. Det primære stadion fra dengang, Tokyo Olympiastadion har siden lagt plads til en række internationale sportsbegivenheder. Med en række sportsfaciliteter i verdensklasse er Tokyo ofte vært for nationale og internationale sportsbegivenheder så som tennisturneringer, svømmestævner, marathons, træningskampe i amerikansk fodbold, judo, karate etc. Tokyo Metropolitan Gymnasium i Sendagaya, Shibuya er et stort sportskompleks, der inkluderer svømmebassiner, træningslokaler og en stor indendørs arena.
Tokyo Hippodrom er et anlæg for hestevæddeløb, som ligger i Fuchu i Stortokyo. Anlægget blev bygget i 1933. Der er 13.750 siddepladser og anlægget har plads til i alt 223.000 tilskuere.

## Tokyo i populærkulturen
Som den største by i Japan og hjemsted for landets største tv-distributører og studioer danner Tokyo ofte baggrund for mange japanske film, tv-serier, animeserier og mangaer. F.eks. har Ranma ½ og Tokyo Mew Mew begge Tokyo som udgangspunkt. I monsterfilm bliver byens kendte bygningsværker ødelagt næsten på rutine af kæmpemonstre så som Godzilla.
Også andre landes filmskabere har flere gange fundet vej til Tokyo. Kendte eksempler fra efterkrigstiden tæller Tokyo Joe, My Geisha, og James Bond-filmen You Only Live Twice. Andre eksempler er Kill Bill, The Fast and the Furious: Tokyo Drift og Lost in Translation.

## Venskabsbyer
Tokyo har 11 venskabsbyer:
| - Beijing, Kina - Berlin, Tyskland - Cairo, Egypten - Jakarta, Indonesien - Moskva, Rusland - New South Wales, Australien | - New York City, New York, USA - Paris, Frankrig - Rom, Italien - São Paulo, Brasilien - Seoul, Sydkorea |

Derudover har Tokyo partnerskabsaftaler med London, Auckland, Paris og Rom. Mange af Tokyo-præfekturets bydistrikter og byer har desuden venskabsrelationer med andre udenlandske byer.